# NGC 5389
NGC 5389 é uma galáxia espiral barrada (SB0-a) localizada na direcção da constelação de Ursa Major. Possui uma declinação de +59° 44' 30" e uma ascensão recta de 13 horas, 56 minutos e 06,4 segundos.
A galáxia NGC 5389 foi descoberta em 24 de Abril de 1789 por William Herschel.